# A betegápoló
A betegápoló a Frakk, a macskák réme című rajzfilmsorozat első évadjának harmadik része.

## Cselekmény
Nagytakarítás van Károly bácsiéknál, amiből mindenkinek ki kell venni a részét. A macskák kitalálják, hogy beteget szimulálnak, hogy elkerüljék a munkát. Frakkot megbízzák a felügyeletükkel, noha a macskák szívesen rátennék a mancsukat arra az ínycsiklandó sült-csirkére, amit Irma néni ebédre csinált. Így minden trükköt bevetnek, hogy megszabaduljanak rendíthetetlen betegápolójuktól.

## Alkotók
- Rendezte: Cseh András, Macskássy Gyula
- Írta: Bálint Ágnes
- Zenéjét szerezte: Pethő Zsolt
- Hangmérnök: Bársony Péter
- Vágó: Czipauer János
- Tervezte: Várnai György
- Háttér: Szálas Gabriella
- Asszisztens: Spitzer Kati
- Színes technika: Dobrányi Géza, Fülöp Géza
- Gyártásvezető: Ács Karola
- Produkciós vezető: Gyöpös Sándor, Kunz Román

Készítette a Magyar Televízió megbízásából a Pannónia Filmstúdió

## Szereplők
- Frakk: Szabó Gyula
- Lukrécia: Schubert Éva
- Szerénke: Váradi Hédi
- Károly bácsi: Rajz János
- Irma néni: Pártos Erzsi